# Inger Aufles
Inger Aufles (née le 29 mai 1941 à Sylte) est une fondeuse norvégienne.

## Jeux olympiques
- Jeux olympiques d'hiver de 1968 à Grenoble 
  -  Médaille d'or en relais 3 × 5 km.
  -  Médaille de bronze sur 10 km.
- Jeux olympiques d'hiver de 1972 à Sapporo 
  -  Médaille de bronze en relais 3 × 5 km.

## Championnats du monde
- Championnats du monde de ski nordique 1966 à Oslo 
  -  Médaille d'argent en relais 3 × 5 km.